# Мезенцев, Александр Карпович
Александр Карпович Мезенцев (род. 8 апреля 1947, Обанино, Курганская область) — судья Верховного суда Российской Федерации.

## Биография
Родился 8 апреля 1947 года в семье сельского учителя в селе Обанино Обанинского сельсовета Куртамышского района Курганской области, ныне село входит в Куртамышский муниципальный округ той же области.
В 1961 году семья переехала в город Курган, где Мезенцев учился, работал на заводе «Кургансельмаш», откуда был призван в Советскую Армию. После армии вернулся на тот же завод, а затем поступил на очное отделение Свердловского юридического института.
В 1974 году окончил институт и 8 июля 1974 года был избран народным судьёй Курганского городского суда.
С января 1978 года, после реорганизации городских судов, продолжил работу судьёй Октябрьского районного народного суда города Кургана.
С 25 мая 1980 года работал судьёй Курганского областного суда.
В 1989 году назначен заместителем председателя Курганского областного суда по уголовным делам.
23 июня 1994 года избран судьёй Верховного Суда Российской Федерации, где работал в Судебной коллегии по уголовным делам до отставки и ухода на пенсию по своему заявлению в феврале 2009 года.
Имеет высший квалификационный класс.
Дальнейшая судьба неизвестна.

## Награды
- Звание «Заслуженный юрист РСФСР», 1988 год.
- Ведомственные награды, почётные грамоты и благодарности.